# Ala (miasto)
Ala – miejscowość i gmina we Włoszech, w regionie Trydent-Górna Adyga, w prowincji Trydent.
Według danych na rok 2004 gminę zamieszkuje 7350 osób, 61,8 os./km².